# Lisa Niemi
Lisa Anne Haapaniemi Swayze DePrisco (n. 26 mai 1956, Houston, Texas, SUA), cunoscută și sub numele de scenă Lisa Niemi, este o actriță, dansatoare, scenaristă, coregrafă, fostă soție a actorului Patrick Swayze timp de 34 de ani între 1975 până la moartea acestuia în 2009. Actualmente este recăsătorită cu Albert DePrisco (din 2014).